# Pour toujours (Buffy)
Pour les articles homonymes, voir Pour toujours.
Pour toujours est le 17e épisode de la saison 5 de la série télévisée Buffy contre les vampires.

## Résumé
Buffy et Dawn s'apprêtent à enterrer leur mère et lui choisissent un cercueil. Spike arrive devant la maison des Summers avec un bouquet de fleurs et croise Willow et Alex. Ce dernier l'accuse de vouloir profiter de la situation, mais le vampire explique être là pour honorer la mémoire de Joyce et préfère partir en laissant tomber le bouquet à cause de la persistance des soupçons du jeune homme. Willow s'aperçoit que Spike disait la vérité, car il n'y avait aucune carte qui accompagnait le bouquet.
Le lendemain ont lieu les funérailles de Joyce et Dawn décide ensuite de passer la nuit chez Willow et Tara. Buffy reste devant la tombe toute la journée, jusqu'à l'arrivée d'Angel qui vient la réconforter. Dawn demande aux deux sorcières de l'aider à ressusciter sa mère, mais elles refusent et essayent de lui expliquer que la magie ne peut intervenir dans le cas d'une personne morte de causes non-magiques. Néanmoins, Willow attire l'attention de Dawn sur un livre de magie noire. Ben, de son côté, laisse échapper un commentaire au sujet de la Clé qui fait comprendre à un suppôt de Gloria que la Clé est un être humain. Il poignarde alors le serviteur de la déesse, mais celui-ci survit à sa blessure et va informer sa supérieure de ce fait. Dawn part à la boutique de magie et vole d'autres livres de magie noire. Alors qu'elle est au cimetière pour collecter des ingrédients, elle est surprise par Spike qui lui offre de l'aider. Tous les deux vont voir un démon nommé Doc qui leur donne la liste des autres ingrédients nécessaires à une résurrection, ainsi qu'une formule de sort et le moyen de l'annuler au cas où le rituel ne se passerait pas comme prévu (déchirer la photo de Joyce). Spike aide Dawn à réunir les ingrédients.
Tara s'aperçoit qu'un livre de magie est manquant et prévient Buffy de ses soupçons au sujet des intentions de Dawn. La Tueuse surprend sa sœur cadette au moment où celle-ci achève le rituel. Toutes les deux se disputent, mais la première finit par convaincre la seconde de l'erreur qu'elle vient de commettre avec de bons arguments. Alors que Buffy semble reprendre espoir lorsque leur mère cogne à la porte, Dawn change d'avis et déchire la photo, ce qui annule le rituel. Déboussolée de voir qu'il n'y ait personne, sa sœur cadette et elle se prennent dans les bras et se réconfortent mutuellement dans leur peine commune.

## Production
Joss Whedon a confié à Marti Noxon la tâche délicate d'écrire et réaliser l'épisode suivant Orphelines. Pour Noxon, il était naturel que Dawn, qui n'a pas achevé son travail de deuil en acceptant l'idée que sa mère est morte, veuille tenter de la ressusciter, expliquant : « Si vous habitiez à Sunnydale et que quelqu'un que vous aimiez meure, vous voudriez absolument en appeler aux forces des ténèbres » pour défier la mort. La dernière scène de l'épisode est inspirée de la nouvelle La Patte de singe.